# 2120 Тюменія
2120 Тюменія (2120 Tyumenia) — астероїд головного поясу, відкритий 9 вересня 1967 року.
Тіссеранів параметр щодо Юпітера — 3,151.
За назвою Тюменської області в Росії.